# Lista de povos indígenas por região geográfica
Esta é uma lista parcial de indígenas / aborígenes / povos nativos por regiões geográficas. Povos indígenas são qualquer grupo étnico dos povos que habitam uma região geográfica, com os quais eles têm a mais antiga ligação histórica. 
A intenção do artigo Povos indígenas por regiões geográficas é de facilmente navegar neste tema muito vasto e diversificado, assim simplesmente adota a lista de links para artigos principais sobre os povos indígenas das regiões do mundo, e desambiguação de artigos relacionados.

## Povos indígenas do mundo

Ártico (Circumpolar Norte).

Américas.

Artigo mãe: Povos indígenas - sobre os povos indígenas em geral
Lista mãe: Lista de povos indígenas - nomes individuais dos grupos por sub-regiões continentais

### Américas
- Paleoíndios
- Estudos genéticos indígenas da América
- Classificação dos povos indígenas das Américas

#### Canadá

Canadá.

Povos ameríndios do Canadá
- Primeiras Nações
- Inuítes
- Métis (etnia)

#### Caribe

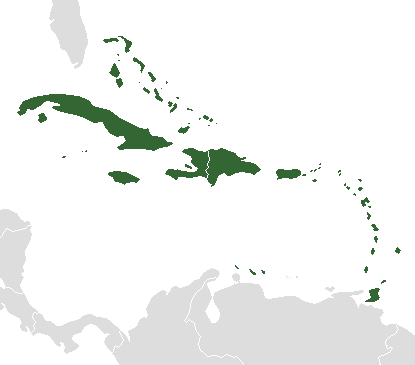
Caribe.

- Povos indígenas das Ilhas remotas de Madagáscar
- Povos indígenas de Cuba
- Povos indígenas da Jamaica
  - Lista de povos indígenas do Caribe
  - Tribos indígenas do Caribe

#### Américas Central e do Sul
Povos indígenas na América do Sul
- História da Mesoamérica
- Povos indígenas da Argentina
- Povos indígenas do Brasil
- Povos indígenas do Chile
- Povos indígenas da Colômbia
- Povos indígenas do Equador
- Povos indígenas do México
- Povos indígenas do Peru

América Central e do Sul.

- Povos indígenas de Honduras e Nicarágua
- Povos indígenas de Venezuela e Guiana
  - Lista de povos indígenas da América do Sul

#### Estados Unidos
- Nativos do Alasca
- Povos indígenas do Arizona

Estados Unidos.

- Povos indígenas da região de Everglades
- Povos indígenas das Grandes Planícies
- Povos indígenas da costa noroeste do Pacífico
- Nativos havaianos
  - Tribos reconhecidas federalmente
  - Tribos não-reconhecidas

### Oceania

Austrália.

#### Austrália
- História dos Indígenas da Austrália
  - Aborígenes australianos
  - Aborígines da Tasmânia
  - Povos indígenas do Estreito de Torres
    - Lista de nomes de grupos indígenas da Austrália

### Velho Mundo
- Povos indígenas da África
- Povos indígenas do Círculo Polar Ártico
- Povos indígenas da Ásia
- Povos indígenas da Europa
- Povos indígenas do Himalaia
- Povos indígenas do Japão
- Povos indígenas da Rússia
- Povos indígenas da Sibéria
- Povos indígenas do Sri Lanka
- Povos indígenas do Taiwan

## Desambiguação
- Definições e identidade dos povos indígenas
- Declaração sobre os Direitos dos Povos Indígenas
- Fórum Permanente da ONU sobre Questões Indígenas
- Conselho Mundial dos Povos Indígenas
- Grupo de Trabalho sobre Populações Indígenas
- International Work Group for Indigenous Affairs
- Center for World Indigenous Studies
- Propriedade intelectual indígena
- Arqueologia indígena
- Língua indígena
- Música indígena
- Diálogos indígenas
- Conhecimento indígena
- Indígenas (ecologia)
- Medicina indígena
- Indígenas arianos
- Indígenas

Ver todas as páginas que começam com povos indígenas ou indígenas
Todas as páginas que tenham "indígenas" no título